# 江口四郎
江口 四郎（えぐち しろう、1892年（明治25年）9月15日 - 1967年（昭和42年）11月30日）は、大日本帝国陸軍軍人。最終階級は陸軍少将。功四級。

## 経歴
1892年（明治25年）に佐賀県で生まれた。陸軍士官学校第25期卒業。1938年（昭和13年）5月に第106師団兵器部長（第11軍）に就任し、日中戦争に出動。1939年（昭和14年）3月9日に陸軍歩兵大佐に進級し、8月1日に歩兵第239連隊長（第1軍・第41師団・第41歩兵団）に転じた。臨汾に駐屯し、晋南作戦、郷寧作戦、晋中作戦を連戦し、中原会戦では敵軍の脱出渡河地点を確保し、敵軍の包囲撃滅に貢献する功を挙げた。1942年（昭和17年）に金沢連隊区司令官に転じた。
1945年（昭和20年）3月31日に第13軍司令部附となり、4月15日に歩兵第101旅団長（支那派遣軍・第13軍・第161師団）に就任し、6月10日に陸軍少将に進級。上海で守備に任じ、終戦を迎えた。
1947年（昭和22年）11月28日、公職追放仮指定を受けた。